# مک‌دانل داگلاس اف-۴ فانتوم ۲ در خدمت بریتانیا
مک‌دانل داگلاس اف-۴ فانتوم ۲ در خدمت بریتانیا (به انگلیسی: McDonnell Douglas F-4 Phantom II in UK service) یک هواگرد ساختِ کارخانهٔ مک‌دانل داگلاس در کشور ایالات متحده آمریکا است که در سال ۱۹۶۶–۱۹۶۹ ساخته شد. این هواگرد برای نخستین بار در ۲۷ ژوئن ۱۹۶۶ میلادی مورد استفاده قرار گرفت.
مک‌دانل داگلاس اف-۴ فانتوم ۲ یکی از هواپیماهای اصلی رزمی بریتانیا از سال ۱۹۶۸ تا ۱۹۹۲ بود. بریتانیا نخستین مشتری صادراتی این جنگنده ساخت آمریکا بود، که در شرایطی از مشکلات سیاسی و اقتصادی پیرامون طرح‌های داخلی بریتانیا برای هواپیماهای مشابه، سفارش داده شد. فانتوم برای خدمت در هر دو نیروی هوایی سلطنتی (RAF) و بازوی هوایی ناوگان (Fleet Air Arm) در چندین نقش از جمله دفاع هوایی، پشتیبانی نزدیک هوایی، حمله در ارتفاع پایین و شناسایی تاکتیکی خریداری شد.
بیشتر فانتوم‌هایی که توسط بریتانیا به کار گرفته شدند، به‌صورت یک سری ویژه تولید شده بودند که شامل میزان قابل توجهی فناوری بریتانیایی بود. این اقدام به‌منظور حمایت از صنعت هوافضای بریتانیا پس از لغو چند پروژه مهم داخلی صورت گرفت. دو مدل اولیه مخصوص بریتانیا ساخته شد: مدل F-4K که از ابتدا برای رهگیری و دفاع هوایی طراحی شده بود و قرار بود توسط نیروی دریایی سلطنتی از روی ناوهای هواپیمابر عملیاتی شود، و مدل F-4M که در نیروی هوایی سلطنتی برای نقش‌های تهاجمی تاکتیکی و شناسایی به کار گرفته شد. در میانه دهه ۱۹۸۰، مدل سومی نیز وارد خدمت شد، زمانی که پانزده فروند هواپیمای F-4J دست دوم برای تقویت دفاع هوایی بریتانیا پس از جنگ فالکلند خریداری گردید.
فانتوم در سال ۱۹۶۹ وارد خدمت در هر دو نیروی دریایی سلطنتی و نیروی هوایی سلطنتی شد. در خدمت نیروی دریایی، نقش اصلی آن دفاع هوایی از ناوگان بود و نقش‌های ثانویه شامل حملات متعارف و هسته‌ای نیز به آن محول شده بود. در نیروی هوایی، فانتوم به‌زودی در وظایف اولیه خود با هواپیماهایی که به‌طور خاص برای حمله، پشتیبانی نزدیک و شناسایی طراحی شده بودند جایگزین شد و به‌جای آن به مأموریت‌های دفاع هوایی منتقل گردید. تا اواسط دهه ۱۹۷۰، فانتوم به رهگیر اصلی بریتانیا تبدیل شد و در این نقش تا سال ۱۹۹۲ به خدمت ادامه داد، زمانی که در پی کاهش‌های دفاعی پس از پایان جنگ سرد، از خدمت خارج شد.

## نگارخانه

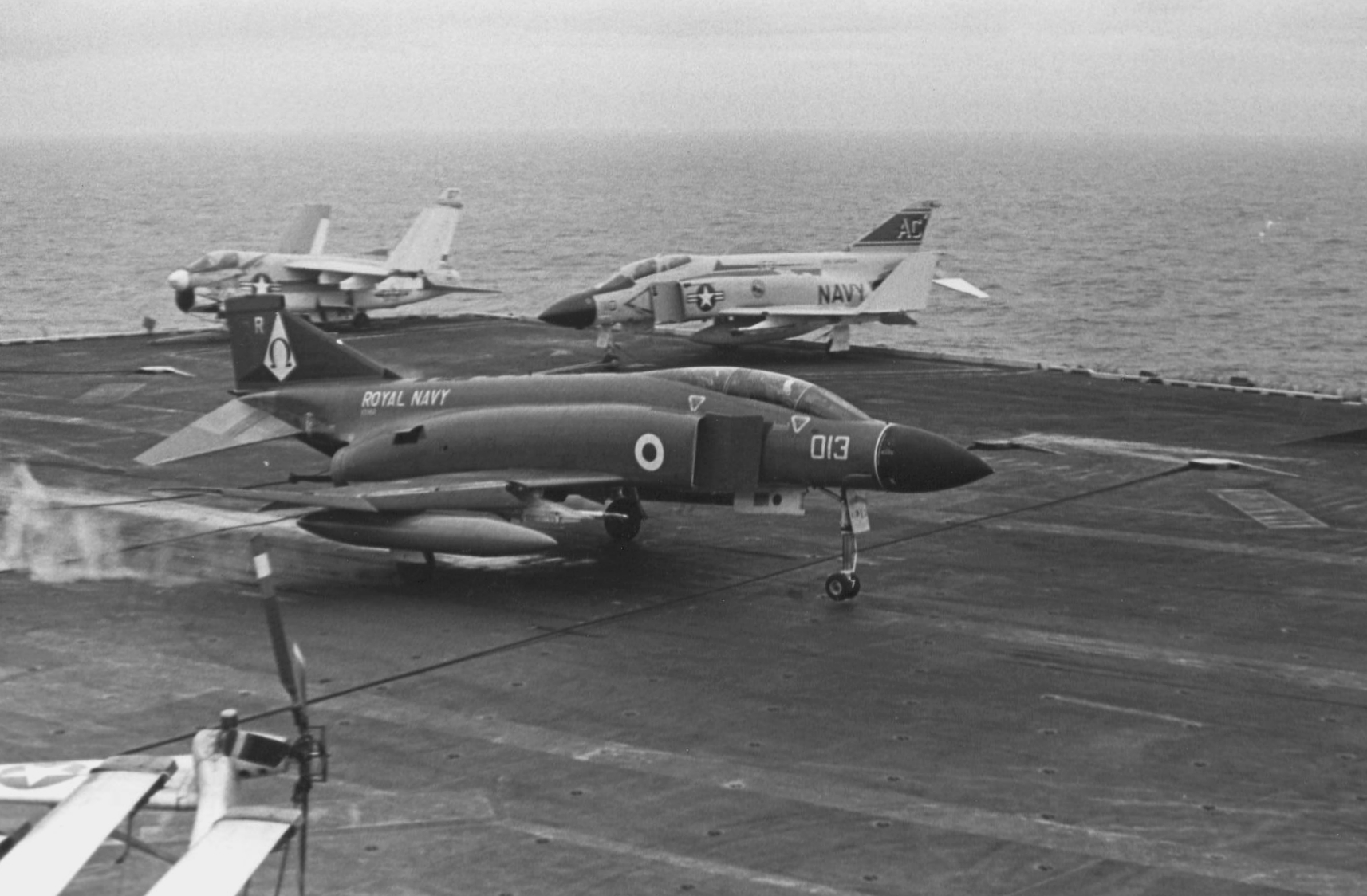
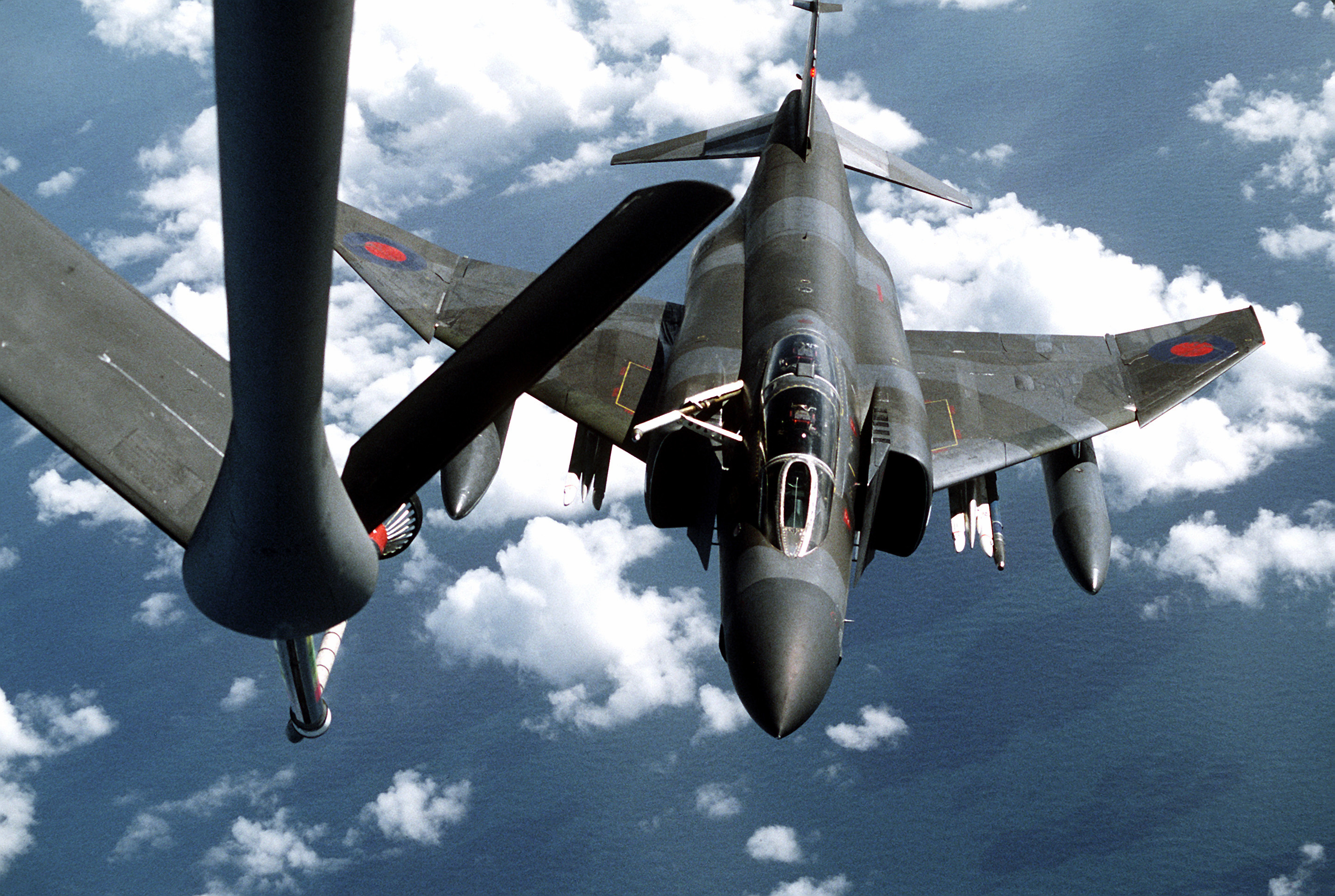
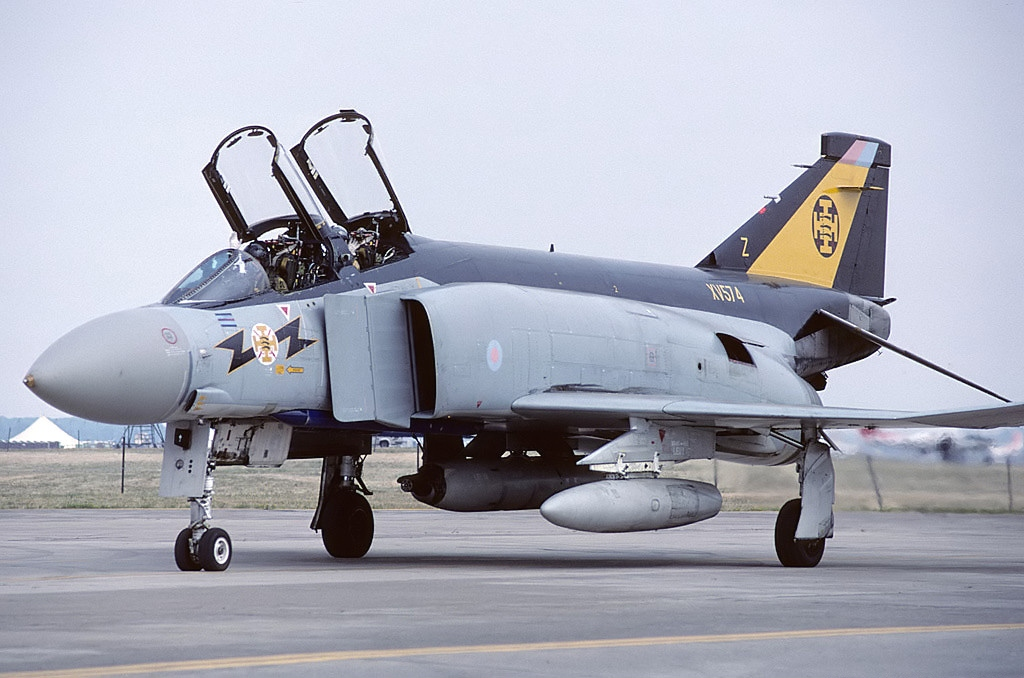